# Val Roseg

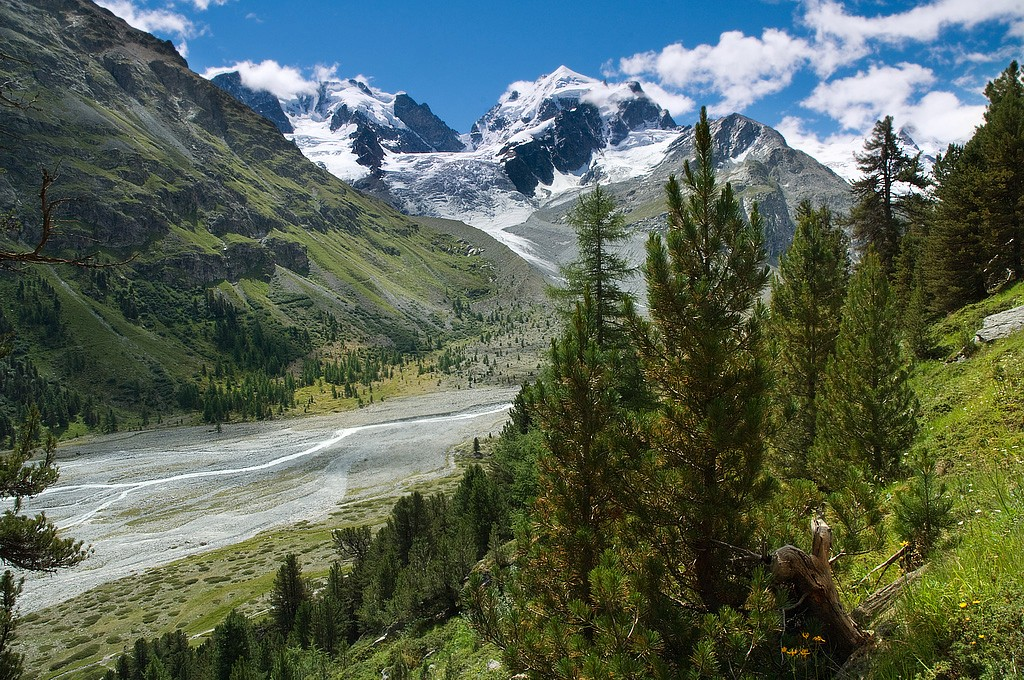
El Val Roseg con el Piz Roseg

El val Roseg es un valle de los Alpes suizos, ubicado en el lado norte de la cordillera Bernina en el cantón de los Grisones ( Engadin ). El valle es drenado por el Ova da Roseg, un afluente del Flaz (cuenca del Inn), en Pontresina. La mayor parte del valle es parte de un enclave del municipio de Samedan. Sólo el fondo del Val Roseg se encuentra en el municipio de Pontresina. 
La localidad principal, fuera de Pontresina en el fondo del valle, es Roseg (1999 m) al final de la carretera principal. Dos refugios de montaña que son propiedad del Swiss Alpine Club se encuentran en el valle cerca de los glaciares: el refugio Coaz (2.610 m) y el refugio Tschierva (2.584 m). 
El Val Roseg está rodeado por las montañas más altas del cantón de los Grisones y Suiza oriental. Las más altas son Piz Bernina (4,049 m), Piz Scerscen (3,971 m) y Piz Roseg (3,937 m). El valle superior tiene varios glaciares: el glaciar Roseg en el lado oeste y el glaciar Tschierva en el lado este. El lago Lej da Vadret, que se formó en el fondo del glaciar Roseg durante el siglo XX, es el más grande del valle. 